# Grupa Market
Grupa Market – polski zespół jazz-rockowy, działający w latach 1982–1983 we Wrocławiu.

## Historia
Po rozpadzie grupy Transport Band i wyjeździe jej wokalisty Romana „Pazura” Wojciechowskiego na kontrakt do Iraku, muzycy tego zespołu założyli jazz-rockową formację pod nazwą Grupa Market, w której skład wchodzili: Jerzy „Wilk” Kaczmarek (fortepian), Romuald Frey) (gitara), Włodzimierz Krakus (gitara basowa) i Jacek Ratajczyk (perkusja). Współpracowali z nią także: Mieczysław Jurecki (gitara basowa, gitara) i Wojciech Szczęch (saksofon). Zespół działał pod patronatem wrocławskiego oddziału Polskiego Stowarzyszenia Jazzowego (PSJ) i wykonywał instrumentalne kompozycje autorstwa J. Kaczmarka i R. Freya. Grupa Market występowała m.in. we wrocławskim klubie Rura, czy w warszawskim klubie Akwarium i zarejestrowała swe utwory w PR Wrocław. Zespół funkcjonował do 1983 roku. Zanim doszło do tego momentu to w październiku 1982 roku W. Krakus, R. Frey i J. Ratajczyk założyli grupę rockową pod nazwą OZZY – w której równolegle się udzielali (próby trwały od sierpnia 1982 r.). Składu dopełniali: Lesław Kot (śpiew) i Leszek Cichoński (gitara).